# Austrochaperina mehelyi
Espèce
Synonymes
- Chaperina fusca Méhely, 1901
- Sphenophryne mehelyi Parker, 1934

Statut de conservation UICN

 DD  : Données insuffisantes
Austrochaperina mehelyi est une espèce d'amphibiens de la famille des Microhylidae.

## Répartition
Cette espèce est endémique du Nord de la Papouasie-Nouvelle-Guinée. Elle se rencontre dans les monts Adelbert et dans les montagnes de la péninsule Huon. Elle est présente entre 900 et 1 600 m d'altitude,.

## Étymologie
Son nom d'espèce, mehelyi, lui a été donné en référence à Lajos Méhelÿ, zoologiste hongrois.

## Publications originales
- Méhelÿ, 1901 : Beiträge zur Kenntnis der Engystomatiden von Neu-Guinea. Természetrajzi Füzetek, vol. 24, p. 169–271 (texte intégral).
- Parker, 1934 : A Monograph of the Frogs of the Family Microhylidae, p. 1-208.